# 国際熱帯農業センター
国際熱帯農業センター（こくさいねったいのうぎょうせんたー、CIAT, スペイン語：Centro Internacional de Agricultura Tropical）とは、飢餓と貧困を軽減するための社会・環境分野研究を推進し、開発途上国の天然資源を保存する非営利組織である。以下の記述では、略称CIATを用いる。
CIATは国際農業研究協議グループ（CGIAR）の傘下にある。CGIARは、世界的規模での前記目標を共有する15研究機関からなり、農家・科学者・政策立案者と協力して活動する。CIATの資金は、多くの国・民間基金・国際機関から供給されている。
CIATの使命
農業生産性と天然資源管理を改善する共同研究を通して、熱帯地方の飢餓と貧困を減らす。

## 歴史
CIATは1967年に設立された。その本部は、コロンビアバジェ・デル・カウカ県カリ(Palmira)にあり、ラテンアメリカ・アフリカ・アジアに属す各国についてのプロジェクトを調整している。人員の半分以上は、世界中の地域のオフィスに所属している。
CIATは、4種類の作物（ダイズ、キャッサバ、熱帯飼料作物、イネ）の遺伝的改良において堅実な成功を収めた。1980年代末頃に、CIATは天然資源管理に関する研究計画を開始した。この研究では、3つの大きな農業生態系（丘陵、森林の周縁地、平原）に焦点を絞っていた。1990年代末には、バイオテクノロジーと遺伝資源、病害管理、土壌と植物栄養、地理的情報システムおよび農家参加方式の研究について科学的な能力を強化した。1996年には、従来の組織的スキームを14のプロジェクトに基づくシステムに修正した。新しい形は、公的・民間セクターからの国家農業研究システム、大学、非政府組織および他の研究主体と一緒になった共同参加研究を発展させた。
2000年には研究課題は、熱帯果実などの高付加価値作物を含むように拡大された。地方の革新、小規模農業がより競争的だったことを裏付ける農業生物多様性の研究、および土壌保全にも力点を置いて研究が行われた。

## 第三ミレニアムの挑戦
2006年以降、CIATは挑戦的な開発研究に労力を集中させた。
農業生物多様性の利益の開発と共有
異なる環境に特異的に適応した生殖質の作出、維持および普及を通して作物の遺伝的損失の危機を軽減すること。
外部からの委任の下で作物の生産性と品質を高めること。
熱帯地方のコミュニティと農業生態系
生活水準の改善のため、限られた資源を用いた地域の生産性を向上させる。
環境の持続的使用に貢献するサービスと生産物の最適化を行うため地域住民とともに活動する。
熱帯土壌の生物学と豊饒性
土壌改良およびそれによって環境保全に貢献し、小規模農家のより良い将来の保証すること。
競争的な農業を達成し、熱帯の貧困農家を補助する学術的チームによる生産物（知識・技術）の開発に、これらの挑戦的研究は焦点を当てている。

## 先進技術と協力関係
公的・民間セクターの研究所および農家組合との協力による学術研究と革新的な問題解決法において、CIATは強みを持つという評判がある。この長所によって、CIATがその使命に関して世界的影響を与えることが可能になっている。
CIATは、6万種類の豆・キャッサバ・熱帯飼料作物の特性調査と保存に用いられる遺伝子銀行を持っている。これは人類の遺産と考えられている。協力して活動する機関などに対するサービスとして、CIATは訓練と会合について様々なオプションを提供している。CIATの40年間の歴史を通して、1万人以上の専門家がCIATで訓練を受けている。

## 国際プロジェクト
CIATは、他のCGIARの研究所および世界各国の協力者とともに、数種類の世界規模のプロジェクトに参加している。
HarvestPlus, AgroSalud
数百万の人々に影響を与えている微量栄養素の欠乏や他の成分を改善する国際的な努力。基本的な16種類の穀物について、ビタミンA・鉄・亜鉛などの含量の増加や、タンパク質の栄養価の改善について育種を行っている。国際トウモロコシ・コムギ改良センターも同時参加。
Generation Challenge Program
途上国の植物育種家が利用できるツール・技術・遺伝資源の開発を行う。育種家がそれらを貧困な農家のための作物改良に用いることができるようになることに目標を置いている。
Water and Food Challenge Program
より少ない水でより多くの食物を得るためのプロジェクト。
Tropical Whitefly IPM Project
コナジラミや昆虫によって媒介されるウイルスの効果的防除を通して、農村地帯の家庭生活を改善することを目標とする。
Participatory Research and Gender Analysis (PRGA) 
天然資源と作物の管理および植物育種に関する参画型の研究について、組織化された手法とアプローチ（ジェンダー問題を含む）を開発・促進する。
Amazon Initiative
持続的な土地活用管理を行うため、土壌流出への対策などに関する研究を行う。